# Ariguaní
Ariguaní è un comune della Colombia facente parte del dipartimento di Magdalena.
Il centro abitato venne fondato da Bartolo Tovar, Toribio Garisao e Eustaquio Carrera nel 1901, mentre l'istituzione del comune è del 30 novembre 1967.